# (3858) Дорчестер
(3858) Дорчестер (лат. Dorchester) — астероид, относящийся к группе астероидов пересекающих орбиту Марса. Принадлежит к светлому спектральному классу S. Он был обнаружен 3 октября 1986 года датским астрономом Поулем Йенсеном в обсерватории Брорфельде и назван в честь английского города Дорчестер. 

Орбита астероида Дорчестер и его положение в Солнечной системе